# Regnbuebroen
Regnbuebroen (レインボーブリッジ Reinboo burijji) er en hængebro over den nordlige del af Tokyobugten mellem Shibaura og Odaiba i Minato i Tokyo.
Konstruktionen blev påbegyndt i 1987 og broen stod færdig i 1993. Broens totale længde er 3,75 km og selve broen er 798 meter lang.
Broen har to dæk. Det øvre dæk benyttes af Shuto Expressways Daiba rute, og det nedre dæk benyttes af Yurikamome-transportsystemet (en type metro) i midten og af gågængere i siderne. Mellem Yurikamome-toget og gangbroerne er bilkørsel med Tokyo Rute 482. Cykler og knallerter kan ikke benyttes på broen. 

## Eksterne link
- Wikimedia Commons har flere filer relateret til Regnbuebroen
- Beskrivelse af broen på structurae.de (engelsk)

| Bygning eller seværdighed | Spire Denne artikel om en bygning, et bygningsværk eller en seværdighed er en spire som bør udbygges. Du er velkommen til at hjælpe Wikipedia ved at udvide den. |

35°38′11″N 139°45′49″Ø / 35.636388888889°N 139.76361111111°Ø